# Anatoli Filatow (Pokerspieler)
Anatoli Filatow (russisch Анатолий Филатов; englische Transkription Anatoly Filatov; * 8. August 1988 in Moskau) ist ein professioneller russischer Pokerspieler. Er gewann 2018 das Main Event der partypoker Millions Russia.

## Persönliches
Filatow studierte an der Lomonossow-Universität Moskau an der Fakultät für Wissenschaftliches Rechnen und Kybernetik. Er ist Vater eines 2015 geborenen Sohnes, von dessen Mutter er geschieden ist. Seit Juli 2017 ist Filatow in zweiter Ehe verheiratet. Er lebt in Moskau.

## Pokerkarriere
Filatow begann während seines Studiums mit Poker und ließ sich durch den Auftritt seines Landsmanns Iwan Demidow am Finaltisch des Main Events der World Series of Poker 2008 inspirieren. Filatow spielt seit August 2008 online unter den Nicknames NL_Profit (PokerStars sowie partypoker), mr_deer (Full Tilt Poker), davaibabkibratuh (TitanPoker) sowie rublubablo (888poker) und nutzt bei GGPoker seinen echten Namen. Seine Online-Turniergewinne liegen bei knapp 18,5 Millionen US-Dollar, wovon der Großteil von mehr als 11 Millionen US-Dollar bei GGPoker gewonnen wurde. Von März 2017 bis Ende 2020 war der Russe Werbeträger von partypoker, seitdem ist er Markenbotschafter von GGPoker.
Seine erste Geldplatzierung bei einem Live-Turnier erzielte Filatow im Januar 2012 im nordzyprischen Kyrenia. Anfang Juli 2012 war er erstmals bei der World Series of Poker im Rio All-Suite Hotel and Casino am Las Vegas Strip erfolgreich und kam bei einem Turnier der Variante No Limit Hold’em in die Geldränge. Mitte April 2013 wurde er beim Berlin Cup, einem Side-Event der European Poker Tour (EPT) in Berlin, Dritter und erhielt aufgrund eines Deals mit zwei anderen Spielern ein Preisgeld von 126.000 Euro. Ende März 2014 belegte er beim EPT High Roller in Wien hinter Fabrice Soulier den zweiten Platz für mehr als 265.000 Euro. Im September 2014 gewann der Russe das High-Roller-Event der World Poker Tour (WPT) auf Zypern für 156.000 US-Dollar, nachdem er sich zuvor mit vier anderen Spielern auf einen Deal geeinigt hatte. Anfang November 2014 spielte er das High Roller der Asia Pacific Poker Tour in Macau und wurde Siebter für umgerechnet rund 150.000 US-Dollar. Im Juni und August 2017 gewann Filatow jeweils im King’s Resort in Rozvadov zweimal in Folge das High Roller der von seinem Sponsor ausgespielten Turnierserie partypoker Live und sicherte sich Preisgelder von mehr als 100.000 Euro. Ende November 2017 belegte er beim Finale der partypoker Caribbean Poker Party in Punta Cana den zweiten Platz hinter Adrián Mateos und erhielt 165.000 US-Dollar Preisgeld. Mitte August 2018 gewann der Russe das Main Event der partypoker Millions Russia und sicherte sich eine Siegprämie von 60 Millionen Rubel, zu diesem Zeitpunkt umgerechnet knapp 950.000 US-Dollar. Ende Januar 2019 entschied er das High Roller der WPT in Sotschi ebenfalls für sich und erhielt umgerechnet mehr als 100.000 US-Dollar. Ende Oktober 2019 belegte Filatow beim Diamond High Roller der World Series of Poker Europe in Rozvadov den dritten Platz und erhielt sein bisher höchstes Preisgeld von mehr als 900.000 Euro. Mitte November 2019 gewann er das Millions High Roller der partypoker Millions World Bahamas und sicherte sich eine Siegprämie von 280.000 US-Dollar. Im September 2021 gewann er auf der Online-Plattform GGPoker das Main Event der Super Million$ und erhielt eine Siegprämie von knapp 1,2 Millionen US-Dollar sowie einen Circuitring.
Insgesamt hat sich Filatow mit Poker bei Live-Turnieren knapp 5,5 Millionen US-Dollar erspielt. Von April bis November 2016 spielte er als Teammanager der Moscow Wolverines in der Global Poker League und kam mit seinem Team bis in die Playoffs.